# Peter Firstbrook
Peter Sprott Firstbrook , né le 11 mai 1933 à Toronto (Ontario) et mort le 22 février 1985 à Guanajuato au Mexique, est un patineur artistique canadien, triple champion du Canada de 1951 à 1953.

## Biographie

### Carrière sportive
Champion junior du Canada en 1950, Peter Firstbrook conquiert ensuite trois titre nationaux seniors canadiens de 1951 à 1953. Il représente son pays à deux championnats nord-américains (1951 à Calgary et 1953 à Cleveland), deux mondiaux (1952 à Paris et 1953 à Davos) et aux Jeux olympiques d'hiver de 1952 à Oslo.
Peter Firstbrook pratique également un peu le patinage de couple et le patinage de quatre (quartette).
Il quitte le patinage amateur après les mondiaux de 1953.

### Reconversion
Passé professionnel, Peter Firstbrook rejoint plusieurs spectacles sur glace comme Hollywood Ice Revue en décembre 1953, patinant aux côtés de Barbara Ann Scott, Holiday on Ice en tournée en Europe et en Amérique du Sud, ou Winter Wonderland à Wembley en 1958.
Parallèlement il devient entraîneur dans les années 1950 et 1960, en Ontario (London, St. Marys, Strathroy...) et en Alberta (Banff).
Abandonnant complètement le sport, Peter Firstbrook déménage dans les années 1970 dans une communauté d'artistes dans l'État du Guanajuato au Mexique. Il y écrit entre autres des livres pour enfants.
Il meurt d'une pneumonie le 22 février 1985 à l'âge de 51 ans dans sa communauté d'artistes.

## Palmarès
| Compétition                     | 1951 | 1952 | 1953 |
| Jeux olympiques d'hiver         |      | 5e   |      |
| Championnats du monde           |      | 7e   | 7e   |
| Championnats d'Amérique du Nord | 4e   |      | 2e   |
| Championnats du Canada          | 1er  | 1er  | 1er  |